# Герсон, Дора
Дора Ге́рсон (нем. Dora Gerson, урожд. Доротея Герсон (Dorothea Gerson); 23 марта 1899[…], Берлин — 14 февраля 1943[…], концлагерь Освенцим, Германия) — немецкая актриса и певица.

## Биография
Родилась в 1899 году в Берлине в еврейской семье. Карьеру начала в качестве актрисы и певицы в одной из театральных трупп, с которой гастролировала по Германии. Там же она познакомилась со своим первым мужем — режиссёром Файтом Харланом, брак с которым продлился с 1922 по 1924 год. Её кинодебют состоялся в 1920 году в картине «На развалинах рая», после чего в том же году она появилась в ленте «Караван смерти». Эти картины стали единственными в её карьере на большом экране. В последующие годы Герсон много играла на театральной сцене, а также выступала с музыкальными номерами в кабаре. После прихода к власти в Германии нацистов в 1933 году карьера Герсон оборвалась. В дальнейшем она сотрудничала с рядом еврейских звукозаписывающих компаний, с которыми выпустила несколько своих песен на идише.
В 1936 году, спасаясь от преследования нацистов, Герсон с семьей переехала в Нидерланды, где в том же году вышла замуж за Макса Слайзера (Max Sluizer). В браке родились двое детей — дочь Мириам (род. 1937) и сын Абель (род. 1940). В мае 1940 года Германия вторглась в Нидерланды, и на местных евреев стали распространяться те же законы, что и в нацистской Германии. После двух лет жизни под жёстким давлением семья Герсон собралась бежать в Швейцарию, но этому плану было не суждено осуществиться: все четверо были схвачены и отправлены в концлагерь Вестерборк, а затем в Освенцим. Там 14 февраля 1943 года их и настигла смерть в газовой камере.